# Blue River (Makarora River)
Der Blue River ist ein Fluss in der Region Otago auf der Südinsel von Neuseeland.

## Geographie
Der Blue River entspringt nordöstlich des 1934 m hohen Eyetooth, der am nördlichen Ende der Bergkette Haunted Spur dieselbe abschließt. Sein Quellgebiet befindet sich auf einer ungefähren Höhe von 1650 m. Mit einer nach Osten ausgerichteten Fließrichtung endet der Fluss nach rund 17,5 km rund 8 km nordnordöstlich der kleinen Siedlung Makarora in den Makarora River.
Neben zahlreichen kleinen Streams verfügt der Blue River über zwei Nebenflüsse, die ebenfalls seinen Namen tragen, der im unteren Viertel des Flussverlaufes von Norden kommende, rund 4,5 km lange Blue River North Branch und rund 1,4 km vor seiner Mündung der von Westen kommende, knapp 6 km lange Blue River South Branch.

## Wanderwege
Der Blue Valley Track, der dem Fluss über 13 km durch das Tal folgt, ist ein One-Way-Wanderweg, der Hin und Zurück einer Wanderzeit von zwischen sechs bis sieben Stunden beansprucht.